# 竹内和夫 (トルコ語学者)
竹内 和夫（たけうち かずお、1927年-　2024年）は、日本のトルコ語学者、岡山大学名誉教授。

## 経歴
1927年、東京で生まれた。江戸川区の商業学校から東京外国語学校蒙古語科に進み、1952年東京大学文学部言語学科を卒業。
第二次世界大戦後は占領軍の検閲に携わった。葛飾区立本田中学校教諭など、24年間東京都葛飾区で英語教師として勤務した。1976年、岡山大学文学部教授となった。1991年に岡山大学を定年退官し、名誉教授となった。日本国民救援会岡山県本部長を務めた。

## 受賞・栄典
- 1987年：『トルコ語辞典』で新村出賞を受賞。

## 著作
著書
- 『ニホン語・トルコ語・アルタイ語研究』岡山大学出版会 2018[3]

編著書
- 『トルコ語文法入門』大学書林 1970
- 『トルコ語基礎1500語』編 大学書林 1979
- 『現代ウイグル語基礎1500語』編著 大学書林　1985
- 『トルコ語辞典』大学書林 1987
- 『現代ウイグル語四週間』大学書林 1991
- 『日本語トルコ語辞典』大学書林 2000

訳書
- 『トルコ民話選』勝田茂共訳註 大学書林 1981
- 『トルクメン語入門　キリル文字編』福盛貴弘共著 大東文化大学外国語学部日本語学科福盛研究室　2012